# گل‌کوب نوارقرمزی
گل‌کوب نوارقرمزی (نام علمی: Dicaeum eximium) نام یک گونه از سرده گل‌کوب‌های اصلی است.